# Granica Demokratycznej Republiki Konga i Republiki Konga
Granica Demokratycznej Republiki Konga i Republiki Konga – granica międzypaństwowa o długości 467 kilometrów.
Początek granicy na południu to trójstyk granic Angoli (Kabinda), Republiki Kongo i Demokratycznej Republiki Konga w masywie Mayombe, następnie  granica biegnie linią krętą w kierunku północno-wschodnim i dociera do rzeki Kongo (miejscowość Pioka).
Biegnie następnie w kierunku północno-wschodnim opierając się o koryto rzeki Kongo, następnie rzeką Ubangi na północ do trójstyku granic Demokratycznej Republiki Kongo, Republiki Kongo i Republiki Środkowoafrykańskiej.